# Cloe Elmo
Cloe Elmo (Lecce, Puglia, 9 de abril de 1910 - Ankara, 24 de mayo de 1962), fue una cantante de ópera italiana (contralto), particularmente asociada al repertorio de su tierra.
Después de haber estudiado en el Conservatorio de Roma con Edvige Ghibaudo, se perfeccionó con Isora Rinolfi y Maria Pedrini, debutando en un concierto en Viena en 1932. Su debut en los escenarios tuvo lugar en Cagliari con Cavalleria rusticana donde interpretó el papel de Santuzza . La temporada 1934-35 cantó en la Ópera de Roma y dos años más tarde debutó en La Scala (Falstaff, Mosé, etc.), A partir de entonces actuó en los mejores teatros italianos y, a finales de la Segunda Guerra Mundial, en los europeos y americanos (Metropolitan, 1947/49). Después de 1950 se dedicó a personajes de carácter. Al abandonar los escenarios ejerció la enseñanza en los Conservatorios de Ankara.
Dotada de una voz pastosa, sonora y timbrada, también pudo interpretar papeles de contralto gracias a la extensión de su registro grave. Su gran temperamento dramático y su potencia vocal suplian la falta de homogeneidad en la emisión y la tendencia excesiva hacia el verismo.
Muy aplaudida en el repertorio tradicional (Azucena, Amneris, Carmen, Ulrica), intervino además en los estrenos de Proserpina y el Straniero de J.J. Castro, El Uragan de L. Rocca, Delito y Castigo de A. Pedrollo, Il Festino de G.F. Malipiero y Burlesca de A. Veretti.